# Завод «Свобода»
«Завод „Свобода“» — роман писателя современной русской литературы Ксении Букши. Финалист «Большой книги» 2014 года, победитель премии Национальный бестселлер 2014 года.

## Общая информация
Первое издание романа «Завод „Свобода“» было опубликовано издательством «ОГИ» в Москве в 2014 году небольшим тиражом и объёмом в 240 страниц печатного текста. В дальнейшем книга выпускалась отдельным тиражом.
В романе полностью отсутствуют имена героев, которые зашифрованы автором в заглавные латинские буквы — своеобразный авторский приём. Название романа непосредственно связано с секретным военным заводом в Ленинграде в советский период, на котором трудятся обычные граждане. Оно иронично, ведь здесь производят военную технику, то есть смерть. Начало действий 50-60-е годы XX века, а длительность произведения составила пятьдесят лет.

## Сюжет
В первых главах романа вырисовывается любовный треугольник, в котором D и Q ухаживают за героиней Оленькой и пытаются вместе справить Новый год. Как это часто бывает, один из них становится лишним, покидает пару и уезжает на трамвае в ночь.
Писатель постаралась показать советскую рабочую действительность. Предприятие на подъёме, работает в три смены, продукция выпускается, много вакансий, и интерес к работе на заводе у всей страны. Коллектив живёт настоящим: строятся общежития, выпускников принимают сотнями, оборудование закупают в Японии. «Завод „Свобода“» — как яркий советский агитационный плакат на красном полотнище с белыми буквами: «Партия сказала — надо, комсомол ответил — есть», «Правильной дорогой идете, товарищи», «Наша цель — коммунизм» и тому подобное. Жизнь завода проследовала через весь роман и пришла к тому историческому периоду, когда людям стало тяжело, а труд стал активнее переводиться в денежный эквивалент. Предприятие должно было встать на рыночные рельсы и перестроиться с учётом изменений, которые в конце 1980-х почувствовали все граждане страны Советов.
Писатель создала роман по воспоминаниям ветеранов-рабочих и инженеров. Она внимательно записывала всё то, о чём они ей рассказывали, но как обычно нельзя передать те эмоции, которые были у советских граждан, не всегда запах эпохи можно передать через третье лицо.
Роман состоит из сорока глав. Последняя глава в руках советского автора стала бы поминками по «Свободе»? Но здесь современный молодой писатель представляет читателю нового инженера по фамилии Аш! И написана она по-русски, латинские буквы исчезли, а, значит, с прошлым покончено, а новая жизнь только начинается.

## Критика и рецензии
Литературный деятель современности Сергей Сиротин замечает, что:
Завод у Букши — это люди, хотя он и больше людей. Он каждому человеку дает свое место. Есть место директора, который пытается найти новые заказы, и есть место уборщицы, которая приходит на работу с ребёнком. Нет сомнения, что для этого ребёнка, пока только изучающего мир, завод станет чем-то по-настоящему родным. Есть на заводе свои интриги. Например, когда сменяется директор, никто не верит, что новый назначенец справится. Слишком уж он, кажется, мягкий. Или главный инженер. Ему сотрудники устраивают натуральный экзамен, намеренно выводя из строя оборудования и желая проверить, найдет ли он поломку. В общем, завод — это не только место, где протекает работа. Это место, где протекает жизнь. А у многих — вся жизнь.

Игорь Гулин на страницах «Коммерсанта» также обратил своё внимание на данное литературное издание и высказалась о романе:
Несмотря на все сотни частных историй, она ни на минуту не дает забыть, что речь идет обо всем «советском проекте», о том, что провозглашенная «свобода» — это на самом деле принуждение, но это принуждение, некомфортное, глупое, можно полюбить, обустроить как единственный дом — так что в нём откроется свобода новая, настоящая.

## Награды
- 2014 — Большая Книга, финалист[6].
- 2014 — Национальный бестселлер, победитель.